# 2. Volleyball-Bundesliga (damer)
2. Volleyball-Bundesliga är den Tredje högsta volleybollserienivån för damer i Tyskland. Den är geografiskt uppdelad i två serier: norr och syd.. Vinnarna av resepektive serie avancerar till 2. Volleyball-Bundesliga Pro de följande säsong, medan de två sista lagen åker ur de nationellt organiserade serierna. Serien har funnits sedan 1976.